# Pterophorus pentadactyla
Pterophorus pentadactyla (tiếng Anh: white plume moth, dịch sang tiếng Việt: bướm đêm lông chim trắng) là một loài bướm đêm thuộc họ Pterophoroidea. Nó được tìm thấy ở châu Âu và Bắc Phi , Châu Á

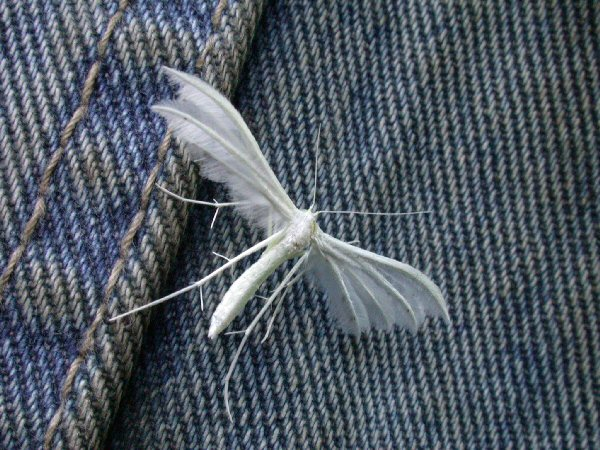

Sải cánh dài 24–35 mm. Con trưởng thành bay từ tháng 6 đến tháng 8. Chúng có màu trắng đồng nhất, với cặp cánh sau chia làm ba chùm lông và cặp trước ở hai chùm lông khác.
Ấu trùng ăn các loài thực vật thuộc chi Convolvulus.

## Phân loại
Con sâu bướm này là được mô tả lần đầu tiên bởi Carl Linnaeus vào năm 1758 trong bản in thứ 10 của Systema Naturae. Ông đặt cho danh pháp loài này là Aciptilia pentadactyla, với tên gọi cụ thể được mô tả về bề ngoài của đôi cánh và xuất phát từ tiếng Hy Lạp có nghĩa là "năm ngón tay"; loài này sau đó đã được chuyển đến chi Pterophorus.

## Hình ảnh

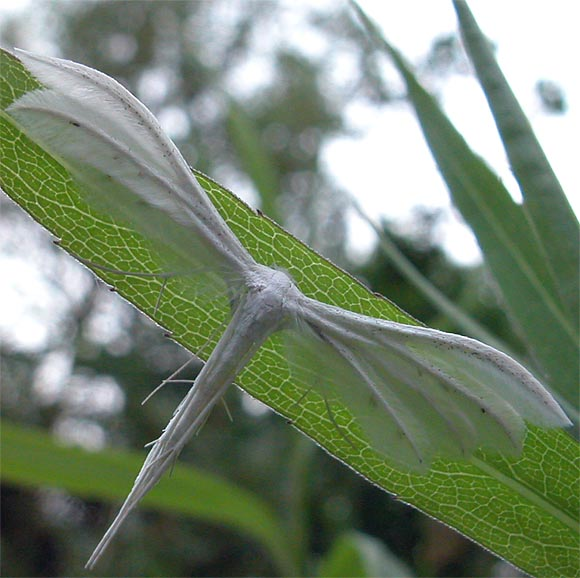
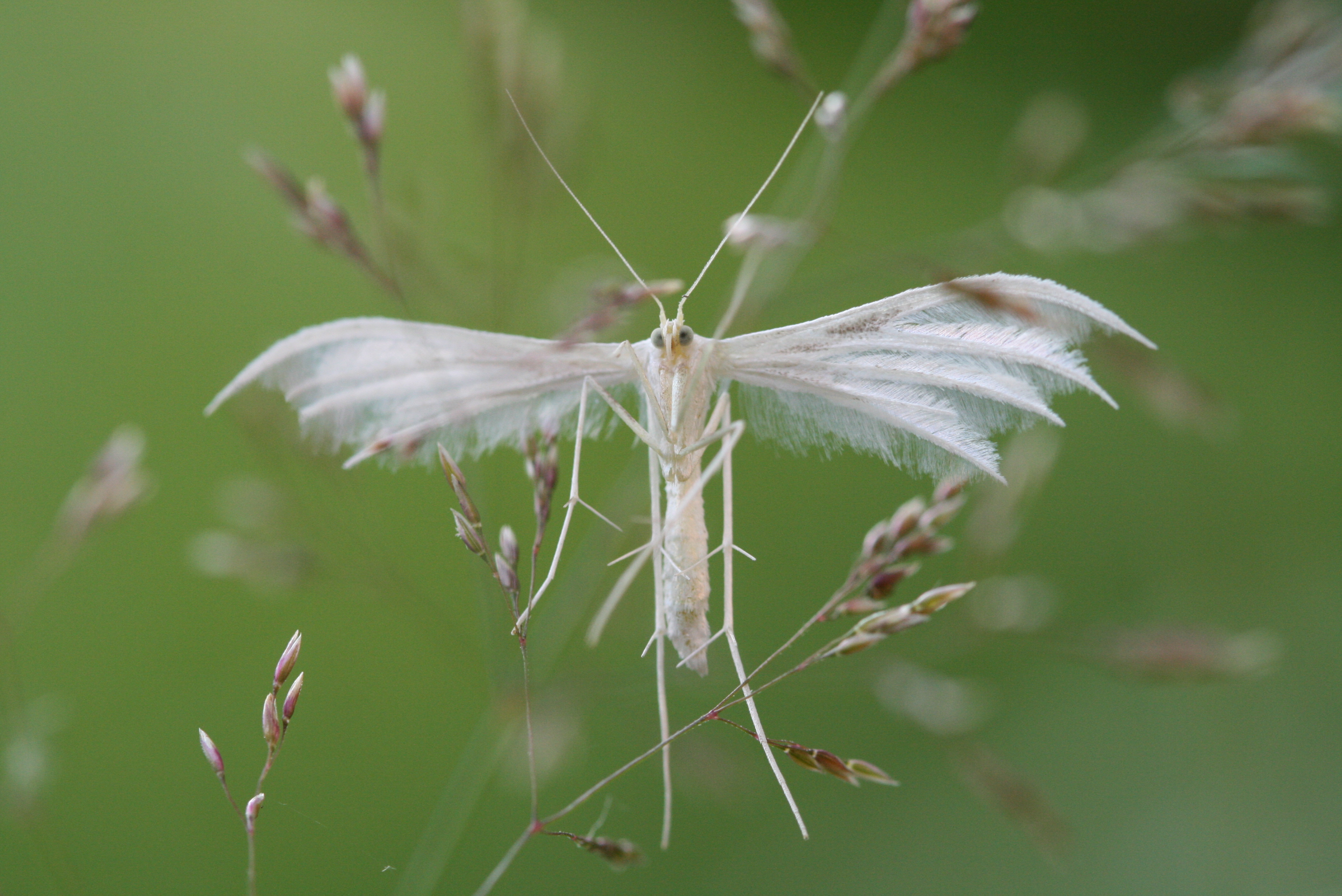
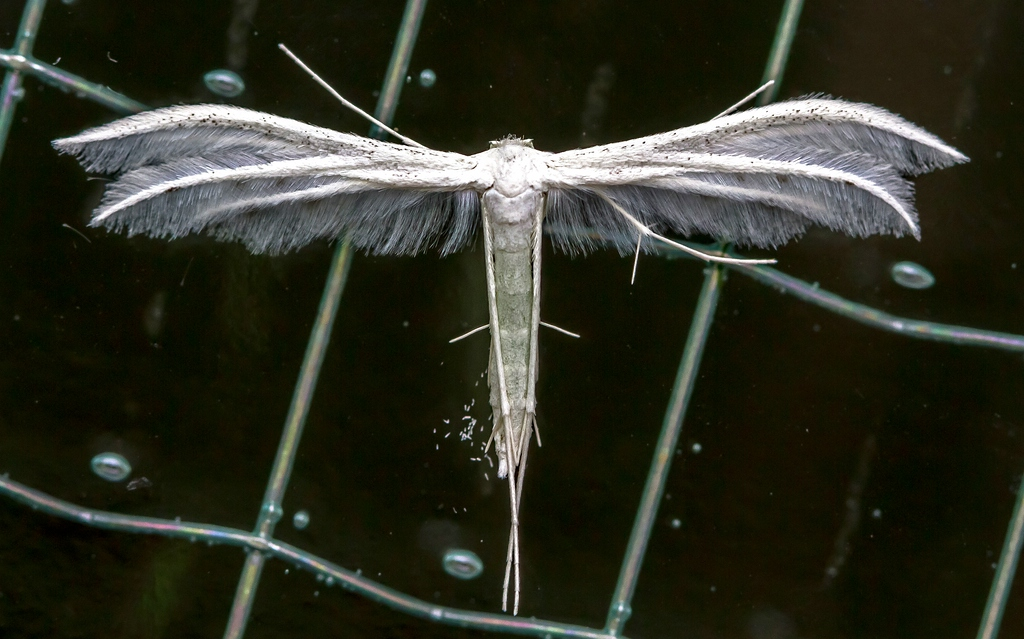
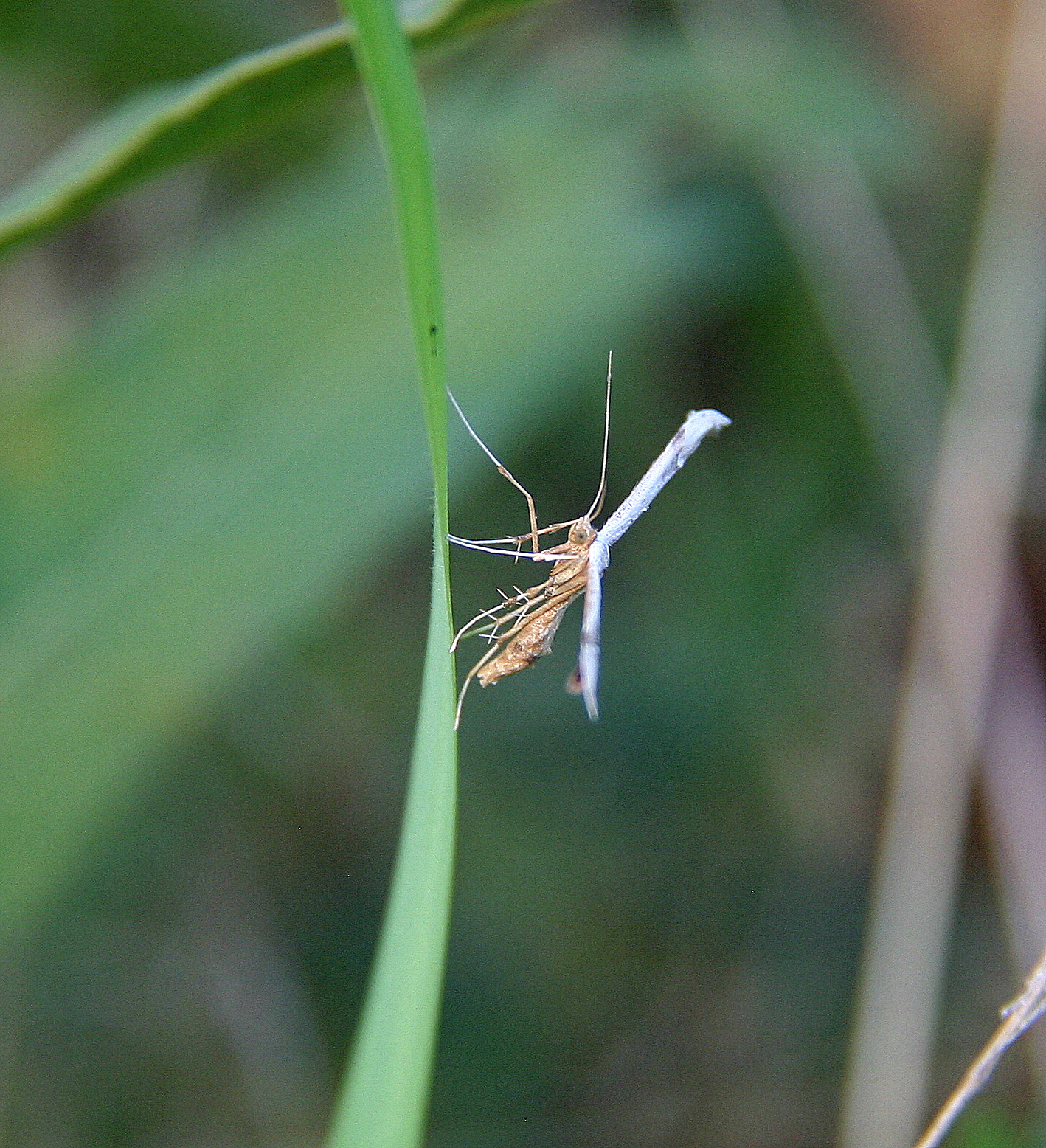